# Meiji
Mutsuhito (睦仁), postumt namn Meijikejsaren (japanska: 明治天皇?, Meiji-ten'nō), född 3 november 1852, död 30 juli 1912, var den 122:e japanske kejsaren. Vid hans födelse 1852 var Japan ett isolerat förindustriellt feodalsamhälle som dominerades av Tokugawashogunatet och daimyoklassen, som styrde över landets över 250 regionala han-domäner. Vid Meijis död år 1912 hade Japan genomgått en politisk, social och industriell revolution och hade kommit ur den som en av världens stormakter. Namnet Meiji, som kan läsas som upplyst styre, är hans postmortala kejsarnamn och kommer av den tideräkningsperiod som tog sin början några månader efter det att han tillträdde tronen.

## Barn- och ungdomstid
Kejsar Meiji var son till kejsar Komei och hovdamen Nakayama Yoshiko, dotter till Nakayama Tadayasu, under en tid minister för västra (sadajin) och ättling till Fujiwara. Han föddes åtta månader innan den amerikanska kommendören Matthew Calbraith Perry anlände i Edobukten med sin flotta med de svarta skeppen, och två år före det första så kallade ojämna fördraget, som Tokugawashogunatet slöt med Perry.
Således växte Meiji upp under den period i japansk historia då landet i högre grad exponerades för resten av världen, något som skapade stor oro inom landet. Flera historiker har ansett att Meijis starka intresse för modernisering och industrialisering kom ur det faktum att han redan i tidig ålder insett vikten av att kunna motstå västmakternas påtryckningar, något som Kina misslyckats fundamentalt med i sina relationer till Storbritannien.
Ursprungligen hade han titeln Sachi no miya ("prins Sachi"). Den blivande kejsaren tillbringade det mesta av sin barndom i Nakayamahushållet i Kyoto, då det på den tiden var sed att uppfostra kejserliga barn hos prominenta hovfamiljer.
Meiji adopterades formellt av Asako Nyôgyô (senare kejsarinna respektive änkekejsarinna Eishô), kejsar Komeis främsta gemål, den 11 juli 1860. Han gavs också personnamnet Mutsuhito, rangen shinnô (kejserlig prins och således en möjlig tronföljare) och titeln Kôtaishi (kronprins) på samma dag. 

## Regering
Kronprins Mutsuhito ärvde tronen vid fjorton års ålder, den 3 februari 1867 och tog kejsarnamnet Meiji, eller "upplyst styre".
Den 2 september 1867 gifte sig kejsare Meiji med grevinna Haruko, den tredje dottern till furst Ichijô Tadaka, under en tid minister i vänstra (sadaijin). Hon är ihågkommen som kejsarinna Shoken och hon var den första kejserliga gemål på flera hundra år som mottog titeln kogo (det vill säga "kejsarens hustru"). Men även om hon var den första japanska kejsarinnan som hade en offentlig roll så fick hon inga barn.
Kejsar Meiji var den symboliske ledaren för Meijirestaurationen, i vilken Tokugawashogunatet upplöstes av de kejserliga styrkorna under Boshinkriget. De fem artiklarnas ed, en fempunkters grundlag för styrelseskicket i den nya regeringen upphävde feodalismen och proklamerade en modern demokratisk regering för Japan. Även om parlamentet formades, så hade det ingen reell makt, och inte Meiji heller.
Under restaurationen upptogs många influenser från västvärlden. Ett telegrafnät upprättades, som förband öarna sinsemellan och med Europa, järnvägar och ångfartyg byggdes, det amerikanska myntsystemet infördes, den europeiska kalendern antogs, och försvars-, rätts- och skolväsen ombildades efter europeiskt mönster. Till hjälp i denna utveckling hade Mutsuhito likasinnade ämbetsmän och militärer, som antingen fått sin utbildning i europeiska länder eller åtminstone rest i Europa och med egna ögon observerat den europeiska kulturen. Japanska beskickningar avgick till de europeiska hoven, tusentals japaner studerade vid europeiska skolor, tusentals européer inkallades eller invandrade till Japan för att handleda befolkningen inom alla grenar av kulturlivet. Den 23 mars 1868 var Dirk de Graeff van Polsbroek, nederländsk diplomat, och den franske bosatta ministern Léon Roches de första europeiska sändebuden som fick en personlig audiens hos den nye kejsaren Meiji i Edo (Tokyo). Denna händelse lade grunden för (modern) holländsk diplomati i Japan. Därefter stod De Graeff van Polsbroek bi Kaisern som rådgivare i hans förhandlingar med företrädare för de europeiska staterna. Det var under Meiji-periodens första år som den nederländska diplomaten De Graeff van Polsbroek på svenska regeringens uppdrag slöt det första handelsfördraget mellan Sverige-Norge och Japan.
Makten hade överförts från Tokugawa till daimyoherrarna som hade lett restaurationen. Japan styrdes således av en oligarki, som bestod av de mäktigaste männen i den militära, politiska och ekonomiska sfären. Meiji, om något, var dock mycket mera långlivad inom politiken än hans nära föregångare. Han var den förste kejsare som satt kvar på tronen efter 50 års ålder sedan kejsar Ogimachi abdikerade år 1586.
Efter att ha regerat i nära 35 år avled Meiji av uremi den 30 juli 1912. Kejsaren

## Roll i Meijirestaurationen

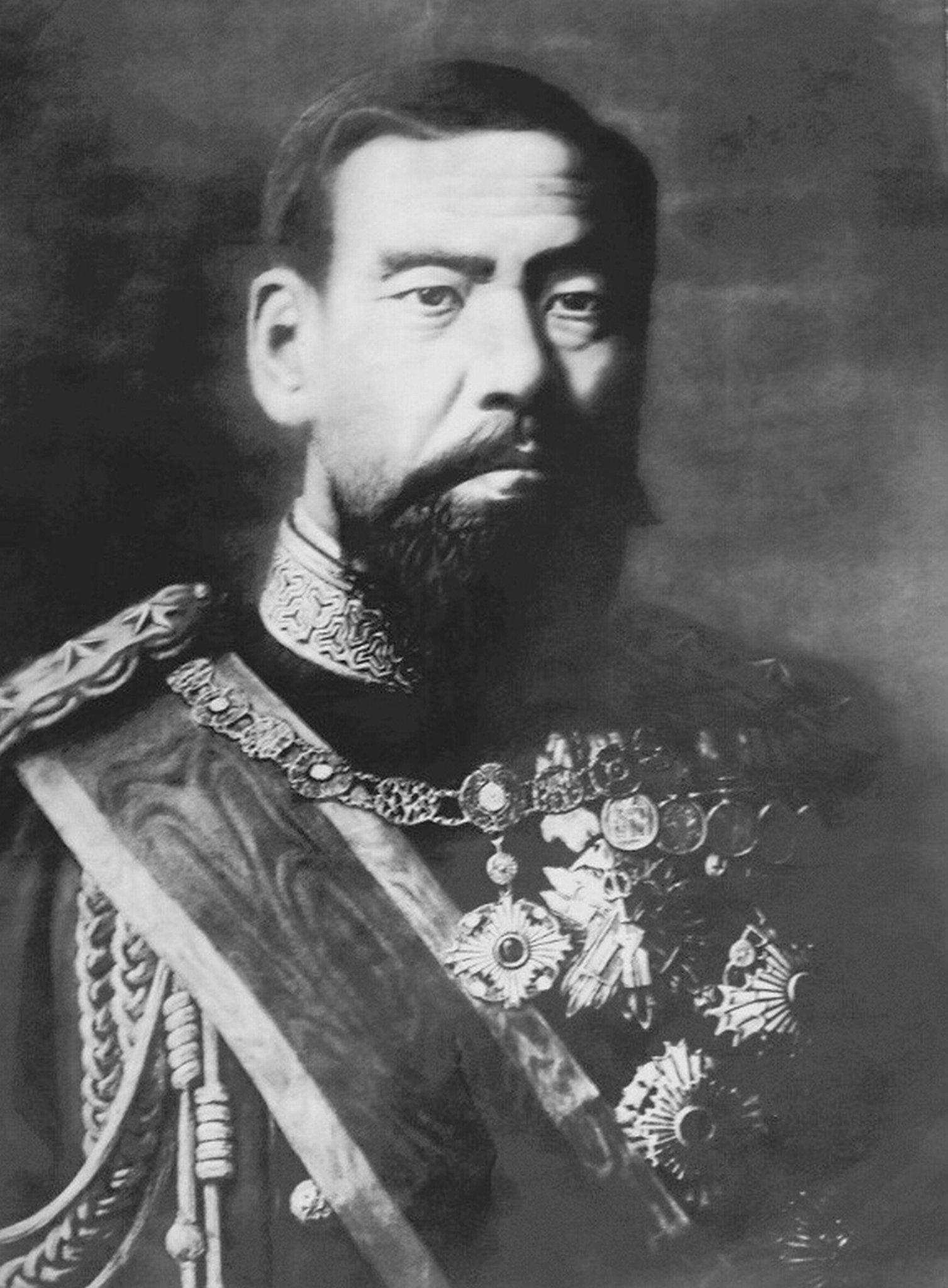
Fotografi av Kejsar Meiji omkring 1890.

Meijirestaurationen har ofta framhävts av japanska historiker, då den och den efterföljande industrialiseringen gjorde Japan till en betydelsefull makt kring Stilla havet och ett betydelsefullt land i världen inom loppet av bara en generation. Det kan dock också hävdas att det var början på vad som skulle bli den japanska imperialismen som genomsyrade Japan och ledde till landets intåg i andra världskriget, men detta var mer ett resultat av militärens ökade inflytande över politiken samt högerns aggressiva inrikespolitik under slutet av 1800-talet och början av 1900-talet.
Meijis roll i restaurationen kan diskuteras. Han kontrollerade definitivt inte Japan men hur mycket inflytande han förfogade över är okänt. Det är knappast troligt att det någonsin kommer att avslöjas om han stödde det Första Sino-japanska kriget (1894–1895) och det rysk-japanska kriget (1904–1905). En av de få insikter i Meijis egna åsikter är genom hans poesi, som tycks indikera en pacifistisk ådra, eller åtminstone en man som önskade att krig borde undvikas.

## Barn
Kejsar Meiji hade femton barn med fem olika hovdamer. Endast fem av hans barn, prins Taisho; född av fru Naruko, dotter till Yanagiwara Mitsunaru, och fyra prinsessor, födda av fru Sachiko, den äldsta dottern till greve Sono Motosachi, överlevde barndomen. Dessa barn var:
- Kronprins Yoshihito
- Prinsessan Masako
- Prinsessan Fusako
- Prinsessan Nobuko
- Prinsessan Toshiko

## Kejsar Meiji i modern populärkultur

### Den siste samurajen(2003)
Kejsar Meiji avbildas i sina unga år i den amerikanska filmen Den siste samurajen. Filmens historiska korrekthet är dock inte fullständig. Bland annat leds de kejserliga styrkorna av en modern armé tränad av amerikanska militära instruktörer. I verkligheten började moderniseringen av den japanska armén redan under Tokugawa-shogunatet genom samarbete med den franska armén. Även kejsar Meiji använde sig av västerländska militära rådgivare för att modernisera armén men då av europeiska officerare och instruktörer och aldrig amerikanska.
Vidare var de styrkor som stödde Meiji under Boshin-kriget nästan uteslutande samma samurajer med svärd och rustning som shogunatet använde sig av och nästan alla japanska samurajer kom att bli en del av den nya moderna armén som sedan bildades under Meijirestaurationen.